# Carfenazine
Carfenazine (INN) (tên mã phát triển cũ WY-2445), hoặc carphenazine (BAN), còn được gọi là carphenazine maleat (USAN) (tên thương hiệu Proketazine; tên mã phát triển cũ NSC-71.755), là một thuốc chống loạn thần và thuốc an thần của phenothiazin nhóm đã rút khỏi thị trường.